# Samuel Brander
Samuel Brander, född 1851 i Colesberg, Kapkolonin, var en kristen förkunnare i södra Afrika.
Hans far Jacobus var predikant inom Wesleyan Methodist Church där Brander också kom att bli aktiv som ung. Sedan fadern kommit ihop sig med den vite föreståndaren i den lokala församlingen så lämnade de metodisterna och anslöt sig istället till den anglikanska kyrkan.
1884 flyttade familjen till Potchefstroom där Brander blev utsedd till förkunnare inom kyrkan. Han sändes ut att evangelisera i Waterbergområdet, där han lät bygga en skola och en kyrka. Sedan biskopen i Pretoria vägrat att ersätta Brander för dessa utlägg lämnade han kyrkan 1890.
Två år senare fick han vara med om att grunda Ethiopian Church tillsammans med Mangena Maake Mokone och några andra pastorer. 1896 gick denna nya kyrka upp i amerikanska African Methodist Episcopal Church (AMEC) inom vilken Brander prästvigdes 1898.
1902 höll AMEC i Sydafrika nationell konferens i norra Aliwal. En amerikansk pastor var inbjuden som talare och förespråkade en striktare amerikansk kontroll över den sydafrikanska grenen av kyrkan. Brander och tre andra pastorer (Tantsi, Ncgayiya och Khumalo) skrev ett protestbrev till generalkonferensen i USA, i vilket man ondgjorde sig över vad man uppfattade som en kolonial syn på de afrikanska kyrkorna. Utlovat amerikanskt stöd till bland annat skolbyggnationer uteblev. Istället förväntades de sydafrikanska församlingarna sända pengar till moderkyrkan i USA.
1904 bröt Brander med AMEC och bildade ett nytt trossamfund, Ethiopian Catholic Church in Zion med sig själv som ledare. Den 3 april höll man sin första gudstjänst i Marabastad, Pretoria. Månaden därpå kunde man inviga sin första egna kyrkolokal. 1919 antog kyrkan sina stadgar och Brander utsågs till ärkebiskop.